# Michael Langrish

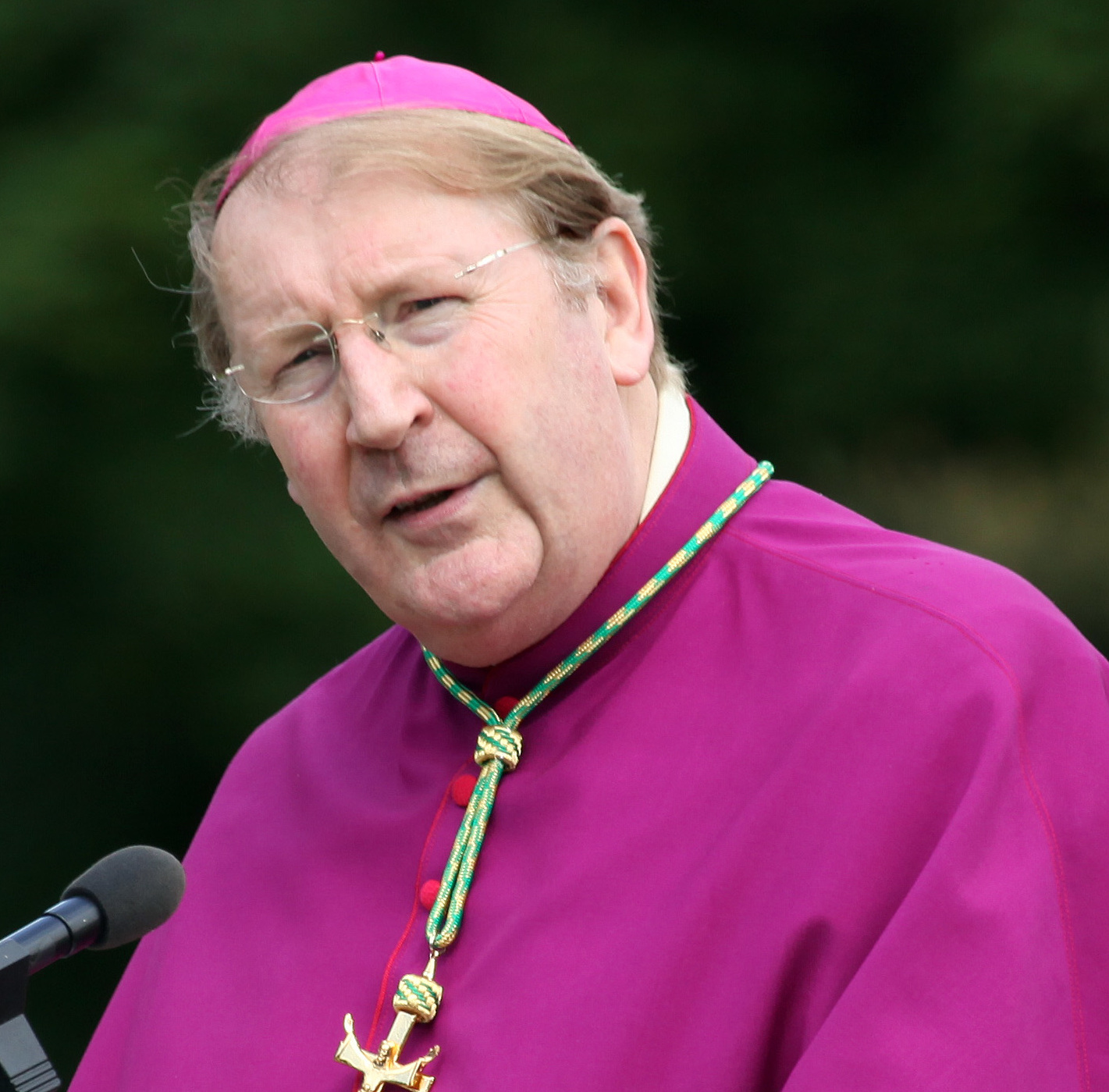
Michael Langrish

Michael Laurence Langrish (* 1. Juli 1946 in Southampton, Hampshire) ist ein britischer anglikanischer Geistlicher. Er war von 2000 bis 2013 Bischof der Diözese Exeter in der Church of England.

## Leben und Karriere
Langrish besuchte die University of Birmingham und machte dort 1967 seinen Abschluss in Geschichte und Sozialwissenschaften. Es folgte eine einjährige Lehrerausbildung, die er mit dem Postgraduate Certificate in Education abschloss. Er arbeitete daraufhin als Lehrer, unter anderem im Londoner East End und in Nigeria. Am Fitzwilliam College der University of Cambridge machte er 1973 einen Bachelor of Arts und 1977 einen Master of Arts. Am Ridley Hall College in Cambridge studierte er ab 1971 Theologie.
1973 wurde er zum Diakon geweiht, 1974 zum Priester. Er war von 1973 bis 1976 Hilfsvikar an der Holy Trinity Church in Stratford-upon-Avon und in der Gemeinde Bishopton. Von 1976 bis 1981 war er Kaplan der Rugby School in Warwickshire. Von 1981 bis 1987 war er als Diözesandirektor verantwortlich für die Ausbildung der Priesteramtskandidaten. Anschließend übernahm er von 1987 bis 1993 die Pfarrstelle an der St. Andrew’s Church in Rugby. Gleichzeitig war er von 1990 bis 1993 auch Domherr und Priester an der Coventry Cathedral.
1993 wurde er als „Bischof von Birkenhead“ Suffraganbischof in der Diözese Chester, wo er vor allem mit Angelegenheiten der Stadterneuerung sowie Fragen der kommunalen Entwicklung zu tun hatte. 2000 wurde er zum Bischof von Exeter ernannt. Ende Juni 2013 ging Langrish in den Ruhestand.
Langrish hatte Ämter in verschiedenen kirchlichen Organisationen inne. Er war Vorsitzender der Kommission der Church of England zur Entwicklung des ländlichen Raums. Ebenso war er Vorsitzender der Melanesian Mission, einer anglikanischen Missions-Agentur, die lokale anglikanische Kirchen in Melanesien unterstützt. Er war Vermögensverwalter und Mitglied im Aufsichtsrat der Wohltätigkeitsorganisation Christian Aid.
In Devon ist Langrish Mitglied des Verwaltungsrats der University of Exeter und war unter anderem Mitglied der Ethik-Kommission der Universität. Seit 2000 hatte er den Vorsitz der Devon Strategic Partnership inne, einer kommunalen Initiative, welche etwa 150 Partner aus der öffentlichen Verwaltung, der Privatwirtschaft und dem ehrenamtlichen Sektor in Fragen der Entwicklung des ländlichen Raumes zusammenbringt.
Langrish war Vorsitzender des Churches Legislative Advisory Service (CLAS), eines Gremiums, bestehend aus den wichtigsten in Großbritannien ansässigen Kirchen, eingerichtet für Beratungen mit der Regierung bei Gesetzesentwürfen, die die Bereiche Religion und Kirche betreffen. Sein Nachfolger wurde Alastair Redfern.
Langrish ist seit 1968 verheiratet. Er hat drei Kinder, einen Sohn und zwei Töchter.

## Mitgliedschaft im House of Lords
Von Oktober 2005 bis Juni 2013 gehörte Langrish als Geistlicher Lord dem House of Lords an. Seine Antrittsrede hielt er am 7. November 2005.
Zu seinen politischen Interessengebieten zählt Langrish Angelegenheiten des ländlichen Raums, das Erziehungswesen und die Entwicklungshilfe. Als Staaten von besonderem Interesse nennt er Kenia, den Mittleren Osten, insbesondere Israel und Palästina, Vanuatu und die Salomonen.
Im Juli 2009 gehörte er zu den Mitgliedern des House of Lords, die einen Gesetzesantrag zur Legalisierung der Beihilfe zum Selbstmord ablehnten. Langrish betonte, dass insbesondere behinderten Menschen durch eine legalisierte Beihilfe zum Selbstmord weiteres Leid zugefügt würde, das ihnen die Würde der eigenen Entscheidung nehme.

## Wirken in der Öffentlichkeit
In kirchenrechtlichen Fragen vertritt Langrish einen konservativ-liberalen Standpunkt. Dies zeigte sich auch in seiner Einstellung zur Frage der Homosexualität.
2005 unterschrieb er einen offenen Brief als einer der Bischöfe der Church of England, die die Nominierung von Jeffrey John, einem offen homosexuellen Priester, der in einer festen Beziehung lebte, zum Weihbischof von Reading durch den Erzbischof von Canterbury, Rowan Williams, ablehnten.
Zu den weiteren Unterzeichnern gehörten auch die Bischöfe von Bradford, Carlisle, Chester, Chichester, Liverpool, Rochester, Southwell und Nottingham und Winchester.
Im August 2008 gab Langrish den kirchlichen Segen zu der bereits zivilrechtlich geschlossenen Lebenspartnerschaft eines Pfarrers im Ruhestand, der mit seinem langjährigen Gärtner zusammenlebte, nachdem ihm das Paar glaubhaft versichert hatte, dass es sich bei ihrer Lebensgemeinschaft nicht um eine sexuelle Beziehung handelt. Langrish stellte klar, dass er seinen Segen als Bekräftigung für die langjährige Freundschaft der beiden Männer verstanden wissen wolle, und dass damit keine kirchliche Anerkennung einer Gleichgeschlechtlichen Ehe erfolge.
Langrish ist Schirmherr von Positive Action South West, einer Organisation, die AIDS-Kranken ganzheitliche Hilfe und Beratung anbietet.
Unter großer öffentlicher Anteilnahme führte Langrish auch immer wieder Erwachsenentaufen durch. Dabei praktiziert Langrish gemäß der biblischen Tradition das vollständige Eintauchen des Körpers in das Wasser.
Gemeinsam mit John Gladwin, dem damaligen Bischof der Diözese Chelmsford, gehörte Langrish im September 2007 zu den Hauptunterzeichnern einer Erklärung, in der die Regierung aufgefordert wurde, im Rahmen der Entwicklungshilfe gerechte Handelsbedingungen für die ärmsten Länder der Welt auszuarbeiten und vertraglich abzusichern.
Langrish kritisierte im Oktober 2007 mit deutlichen Worten die Vertragsgrundlagen und die ausbeuterische Preispolitik von Supermärkten gegenüber den Landwirten. Er betonte die soziale Verantwortung der Kirche, die ein wichtiger Investor im Bereich des Lebensmitteleinzelhandels sei.
Langrish gehörte am 7. Oktober 2008 zu den Unterzeichnern einer Erklärung, die zum Schutz von Kindern vor seelischer und körperlicher Gewalt aufruft.
Gemeinsam mit weiteren führenden Religionsvertretern in Großbritannien forderte Langrish im Januar 2009 den britischen Premierminister Gordon Brown auf, sich für ein Ende der Gewalt im Gaza-Streifen einzusetzen. Langrish erklärte, das Töten und die Zerstörungen müssten sofort beendet werden, da alle Menschen, unabhängig von ihrer Religion, Geschöpfe Gottes seien. Bereits 2002 hatte Langrish gemeinsam mit John Gladwin, Rowan Williams und David Hope zu den anglikanischen Bischöfen gehört, die im Vorfeld des späteren Irakkriegs vor einem Militäreinsatz im Nahen Osten gewarnt hatten.
Anlässlich der im Juni 2009 in Großbritannien anstehenden Kommunalwahlen forderten Langrish und Tim Thornton, der Bischof der Diözese Truro, im Mai 2009 die Bürger dazu auf trotz ihrer allgemeinen politischen Unzufriedenheit und trotz aktueller Politskandale von ihrem Wahlrecht Gebrauch zu machen. Im Vorfeld der Wahlen waren mehrere hochrangige britische Politiker und Regierungsmitglieder wegen unklarer Spesenabrechnungen massiv in die öffentliche Kritik geraten.
Im November 2009 erhob Langrish die im Zweiten Weltkrieg durch die Luftangriffe der deutschen Luftwaffe auf England fast vollständig zerstörte St. Andrew’s Church in Plymouth zum Münster. Langrish würdigte durch diese Erhebung zum Münster, die im Rahmen der 1100-Jahr-Feierlichkeiten der Diözese von Exeter erfolgte, die bedeutende Rolle, die die St. Andrew’s Church für das kirchliche Leben in Plymouth spielte, und betonte zugleich die zentrale Aufgabe, die Kirche als Mahnmal gegen den Krieg in ihrer historischen Form zu erhalten.
Schwerpunkte seiner kirchlichen Arbeit sind auch der interreligiöse Dialog und die Zusammenarbeit mit orthodoxen Glaubensgemeinschaften und mit dem Islam.
Langrish ist auch Schirmherr von ICAHD UK, der englischen Sektion des Israelischen Komitees gegen Hauszerstörungen.